# Trương Huân (Đông Hán)
Trương Huân (chữ Hán: 張勳; bính âm: Zhang Xun) là một viên chỉ huy quân sự phục vụ dưới trướng của lãnh chúa Viên Thuật trong thời Tam Quốc của lịch sử Trung Quốc.

## Tiểu sử
Trương Huân sinh ra trong một gia đình thuộc tầng lớp bình dân ở Hoài Nam. Từ nhỏ Trương Huân đã tham gia học tập các lớp huấn luyện, đào tạo về quân sự tại địa phương mình. Sau đó ông đi đầu quân cho Viên Thuật.
Sau khi Viên Thuật xưng Đế lấy hiệu là Trọng Thị, Viên Thuật tìm kiếm đồng minh, bèn sai người đến xin Lã Bố ở Từ châu kết thông gia, nhưng Lã Bố đã làm Viên Thuật mất mặt. Viên Thuật nổi giận sai Trương Huân thống suất bảy đạo quân, phó tướng là Trần Kỷ, Kỷ Linh cùng các tướng của quân khởi nghĩa Khăn Vàng cũ là Dương Phụng, Hàn Tiêm đi đánh Lã Bố. Nhưng Lã Bố ngầm liên kết với Tiêm và Phụng trở giáo đánh lại quân Viên Thuật. Đại quân Trương Huân tan vỡ.
Sau này khi Viên Thuật bị các chư hầu và thiên hạ phản ứng về việc tự xưng đế, sau nhiều lần giao chiến thất bại suy vi với tình thế không thể cứu vãn, Trương Huân và trưởng sử Dương Hoằng bỏ Thọ Xuân đến địa bàn của Tôn Sách định theo hàng, nhưng Thái thú Lư Giang là Lưu Huân lại chặn đường họ giết chết để cướp của và quân đội của hai người.